# Siaka Stevens
Pour les articles homonymes, voir Stevens.
Siaka Stevens (24 août 1905, Moyamba - 29 mai 1988, Freetown) est président de la république de Sierra Leone du 21 avril 1971 au 28 novembre 1985.

## Biographie
Alors leader syndicaliste, il fonde son propre parti, le All People’s Congress (APC), en 1960, soit un an avant l'indépendance du pays.
Alors que le pays est en pleine instabilité politique (de 1967 à 1968 quatre coups d'État eurent lieu), il remporte les premières élections générales en 1967. Ses opposants contestent le déroulement de ces élections, le brigadier David Lansana organise un coup d'État et le renverse au moment où il prête serment. L'ancien président, Albert Margai, retourne à son poste.
Le 24 avril 1968, le lieutenant colonel Andrew Juxom-Smith organise un contre-coup d'État, Siaka Stevens revient au pouvoir comme Premier ministre.
Il instaure la République, le 19 avril 1971. Il se fait élire triomphalement quelques mois plus tard, et remporte largement les élections parlementaires de 1973.
Il instaure un régime à parti unique en 1978, l'APC . L'opposition n'existe plus.
Il commence alors à tenter d'assainir la vie politique en luttant contre la corruption par exemple, mais il abandonne vite cette voie pour exploiter les riches mines de diamants du pays.
Face à la crise des années 1980 et à une gestion désastreuse du pays, principalement due à la corruption et à l'exportation illégale de diamants qui l'enrichit énormément, il est contraint, le 28 novembre 1985, à quitter le pouvoir à la fin de son second mandat pour le remettre à Joseph Saidu Momoh, candidat unique de l'APC, élu par référendum.
Il meurt le 29 mai 1988 à Freetown, à l'âge de 82 ans.

## Écrits
- (en) What Life Has Taught Me, Kensal Press, Londres, 1984